# Східний національний парк
Національний парк Дель-Есте (або Східний національний парк) розташований на сході Домініканської Республіки. Заснований 16 вересня 1975 року, парк складається із 31,244 га відкритого простору на південному сході півострова Гаїті і 10650 га на острові Саона, популярного туристичного призначення, загальною площею 41,894 га в зоні, що охороняється. Заповідна зона також включає буферну зону площею 12 000 га біля кордонів парку.

## Статус світової спадщини
Цей парк був внесений до орієнтовного списку Світової спадщини ЮНЕСКО 21 листопада 2001 р. У категорії «Змішаний (культурний та природний)».